# Тет (літера гебрайської абетки)
| Фінікійська | Звичайна | Звичайна | Курсив |
| ----------- | -------- | -------- | ------ |
| Teth        | ט        | ט        |        |

Тет (івр. טֵית) — дев'ята літера гебрайської абетки.
Має числове значення 9.
У сучасному івриті вона позначає звук [t], однак історично [tˤ].

## Unicode
| Unicode Codepoint | U+05d8            |
| Unicode-Name      | HEBREW LETTER TET |
| HTML              | &#1496;           |
| ISO 8859-8        | 0xe8              |